# Tolerium
Tolerium (en grec antic: Τολέριον) va ser una antiga ciutat de Latium. Apareix a la història romana però va deixar d'existir en un període molt primerenc.
Va ser una de les trenta ciutats que van formar la Lliga Llatina l'any 493 aC, segons la llista que dona Dionís d'Halicarnàs, i torna a ser esmentada quan Coriolà, el cap de l'exèrcit volsc la va ocupar l'any 486 aC. Segons Dionís d'Halicarnàs i Plutarc, la conquesta va seguir amb l'ocupació de Bola, Labicum, Pèdum i Corbio. Titus Livi, quan parla de la campanya de Coriolà, no l'esmenta però si una ciutat que anomena Trebiam, probablement una corrupció del nom o un error del copista. En una altra part Plini el Vell sí que parla de Tolerium i diu que era una ciutat de Latium, de les que havien fet sacrificis al Mont Albà, però que en el seu temps ja no existia.
Probablement és l'actual Valmontone, però d'altres pensen que les minses restes que es troben en aquest lloc corresponen a Vitellia.